# Гетероспряження
Гетероспряження (рос. гетеросопряжение, англ. heteroconjugation) —
- 1. Асоціація між даною основою і спряженою з іншою основою кислотою через водневий зв'язок.

В’…НВ + або А'Н…А–
- 2. Іноді термін відносять до кон'югованих гетероциклічних або інших гетероатомних систем, що IUPAC не рекомендує робити.